# Wahlkreis Pankow 3
Der Wahlkreis Pankow 3 ist ein Abgeordnetenhauswahlkreis in Berlin. Er gehört zum Wahlkreisverband Pankow und umfasst die Gebiete Pankow-Nord, Niederschönhausen-Süd und Französisch Buchholz-West.

## Abgeordnetenhauswahl 2023
Bei der Wahl zum Abgeordnetenhaus von Berlin 2023 traten folgende Kandidaten an:
| Name                              | Partei           | Anteil der Erststimmen | Anteil der Zweitstimmen |
| --------------------------------- | ---------------- | ---------------------- | ----------------------- |
| Oda Hassepaß                      | Grüne            | 24,7 %                 | 23,0 %                  |
| Klaus Lederer                     | Die Linke        | 21,5 %                 | 16,6 %                  |
| Norman Gutschow                   | CDU              | 19,7 %                 | 20,3 %                  |
| Torsten Schneider                 | SPD              | 15,1 %                 | 17,1 %                  |
| Hanno Bachmann                    | AfD              | 09,4 %                 | 09,2 %                  |
| Maria Wandel                      | FDP              | 02,9 %                 | 03,4 %                  |
| Antje Naumburger                  | Tierschutzpartei | 02,7 %                 | 02,3 %                  |
| Marie Geissler                    | Die PARTEI       | 02,0 %                 | 01,8 %                  |
| Steffen Doebert                   | Mieterpartei     | 01,2 %                 | 00,6 %                  |
| Ilja Schwärsky                    | Freie Wähler     | 00,7 %                 | 00,3 %                  |
| –                                 | Volt             | –                      | 01,2 %                  |
| –                                 | Sonstige         | –                      | 04,2 %                  |
| Wahlberechtigte: 33.033 Einwohner |                  |                        |                         |
| Wahlbeteiligung: 69,4 %           |                  |                        |                         |

## Abgeordnetenhauswahl 2021
Bei der im Nachhinein für ungültig erklärten Wahl zum Abgeordnetenhaus von Berlin 2021 traten folgende Kandidaten an:
| Name                              | Partei           | Anteil der Erststimmen | Anteil der Zweitstimmen |
| --------------------------------- | ---------------- | ---------------------- | ----------------------- |
| Oda Hassepaß                      | Grüne            | 23,8 %                 | 23,5 %                  |
| Klaus Lederer                     | Die Linke        | 23,7 %                 | 19,3 %                  |
| Torsten Schneider                 | SPD              | 19,1 %                 | 19,3 %                  |
| Norman Gutschow                   | CDU              | 11,7 %                 | 11,9 %                  |
| Hanno Bachmann                    | AfD              | 08,0 %                 | 07,5 %                  |
| Maria Wandel                      | FDP              | 05,3 %                 | 05,6 %                  |
| Antje Naumburger                  | Tierschutzpartei | 03,1 %                 | 02,0 %                  |
| Barbara Scheiber                  | Die PARTEI       | 02,5 %                 | 02,1 %                  |
| Ilja Schwärsky                    | Freie Wähler     | 01,7 %                 | 00,9 %                  |
| Steffen Doebert                   | Mieterpartei     | 01,1 %                 | 00,4 %                  |
| –                                 | dieBasis         | –                      | 01,7 %                  |
| –                                 | Volt             | –                      | 01,2 %                  |
| –                                 | Die Grauen       | –                      | 01,0 %                  |
| –                                 | Sonstige         | –                      | 03,6 %                  |
| Wahlberechtigte: 33.133 Einwohner |                  |                        |                         |
| Wahlbeteiligung: 79,5 %           |                  |                        |                         |

## Abgeordnetenhauswahl 2016
Bei der Wahl zum Abgeordnetenhaus von Berlin 2016 traten folgende Kandidaten an:
| Name                              | Partei           | Anteil der Erststimmen | Anteil der Zweitstimmen |
| --------------------------------- | ---------------- | ---------------------- | ----------------------- |
| Torsten Schneider                 | SPD              | 24,8 %                 | 21,6 %                  |
| Sören Benn                        | Die Linke        | 22,5 %                 | 23,2 %                  |
| Cordelia Koch                     | Grüne            | 17,7 %                 | 17,6 %                  |
| Stefan Kretschmer                 | AfD              | 13,3 %                 | 13,0 %                  |
| Patrick Albertsmeyer              | CDU              | 11,7 %                 | 12,4 %                  |
| Martin Dickopp                    | FDP              | 03,2 %                 | 03,5 %                  |
| Peter Thiel                       | Piraten          | 02,1 %                 | 01,9 %                  |
| Anna Kranke                       | Die PARTEI       | 02,0 %                 | 02,0 %                  |
| Tilo Trinks                       | Mieterpartei     | 01,5 %                 | 0–                      |
| Christian Friedrich               | Einzelbewerber   | 01,2 %                 | 0–                      |
| –                                 | Tierschutzpartei | 0–                     | 01,5 %                  |
| –                                 | Sonstige         | 0–                     | 03,3 %                  |
| Wahlberechtigte: 32.854 Einwohner |                  |                        |                         |
| Wahlbeteiligung: 71,1 %           |                  |                        |                         |

## Abgeordnetenhauswahl 2011
Bei der Wahl zum Abgeordnetenhaus von Berlin 2011 traten folgende Kandidaten an:
| Name                              | Partei           | Anteil der Erststimmen | Anteil der Zweitstimmen |
| --------------------------------- | ---------------- | ---------------------- | ----------------------- |
| Torsten Schneider                 | SPD              | 30,8 %                 | 30,2 %                  |
| Klaus Lederer                     | Die Linke        | 23,0 %                 | 20,5 %                  |
| Heiko Thomas                      | Grüne            | 18,6 %                 | 17,7 %                  |
| Conrad Felgner                    | CDU              | 13,8 %                 | 13,0 %                  |
| Martin Delius                     | Piraten          | 08,8 %                 | 09,2 %                  |
| Yorck-Alexander Mayer             | Die Freiheit     | 01,8 %                 | 01,4 %                  |
| Dieter Steffen                    | Pro Deutschland  | 01,7 %                 | 00,8 %                  |
| Gisela Harich-Hamburger           | Die PARTEI       | 01,2 %                 | 00,9 %                  |
| Mathias Schulz                    | BüSo             | 00,4 %                 | 00,2 %                  |
| –                                 | NPD              | 0–                     | 02,2 %                  |
| –                                 | Tierschutzpartei | –                      | 01,2 %                  |
| –                                 | FDP              | –                      | 01,1 %                  |
| –                                 | Sonstige         | –                      | 01,6 %                  |
| Wahlberechtigte: 31.535 Einwohner |                  |                        |                         |
| Wahlbeteiligung: 62,9 %           |                  |                        |                         |

## Abgeordnetenhauswahl 2006
Bei der Wahl zum Abgeordnetenhaus von Berlin 2006 traten folgende Kandidaten an:
| Name                              | Partei    | Anteil der Erststimmen |
| --------------------------------- | --------- | ---------------------- |
| Torsten Schneider                 | SPD       | 31,9 %                 |
| Klaus Lederer                     | Die Linke | 29,1 %                 |
| Ulrich Eichler                    | CDU       | 13,9 %                 |
| Cornelius Bechtler                | Grüne     | 13,7 %                 |
| Michael Wodke                     | FDP       | 05,0 %                 |
| Volker Obertimpe                  | WASG      | 04,9 %                 |
| Dieter Kolb                       | BüSo      | 01,6 %                 |
| Wahlberechtigte: 30.584 Einwohner |           |                        |
| Wahlbeteiligung: 58,0 %           |           |                        |

## Bisherige Abgeordnete
Da der Wahlkreis erst seit 2006 in der heutigen Form besteht, ist die Angabe bisheriger Abgeordneter erst seit diesem Zeitpunkt möglich. 
| Jahr | Name              | Partei | Anteil der Erststimmen |
| ---- | ----------------- | ------ | ---------------------- |
| 2023 | Oda Hassepaß      | Grüne  | 24,7 %                 |
| 2021 | Oda Hassepaß      | Grüne  | 23,8 %                 |
| 2016 | Torsten Schneider | SPD    | 24,8 %                 |
| 2011 | Torsten Schneider | SPD    | 30,8 %                 |
| 2006 | Torsten Schneider | SPD    | 31,9 %                 |